# Dominika Lasota
Dominika Lasota est une militante du climat, qui sur l'initiative de Greta Thunberg a participé au lancement et à l'organisation d'évènements réguliers de la grève scolaire pour le climat à Bydgoszcz en Pologne.
Membre fondatrice du Conseil consultatif créé le 1er novembre 2020 dans le cadre des manifestations polonaises d'octobre 2020, fin octobre 2021, elle est annoncée présente à la COP26 à Glasgow, aux côtés de Greta Thunberg et de Vanessa Nakate où les trois militantes du climat espèrent pouvoir directement rencontrer plusieurs dizaines de gouvernements pour les inciter à tenir les objectifs de l'accord de Paris sur le climat.

## Enfance et éducation
Dominika Lasota est née 2001,.
Elle a demandé à son école d'effectuer un audit de ses émissions de gaz à effet de serre, et organisé une collecte de fonds pour des produits d'hygiène féminine afin de lutter contre la précarité menstruelle.
Grâce à une bourse du programme United World School Society, elle a pu étudier au Stonyhurst College en Angleterre durant deux ans (vers 2018-2019), dans le cadre du programme YYGS (session « Développement Durable & Entrepreneuriat Social ». Selon sa page Linkedin, elle a obtenu un baccalauréat international avec 44 sur 45 points.
Elle a travaillé sur un projet de recherche en équipe sur le thème de la « malédiction des ressources naturelles » (concept aussi appelée « malédiction des matières premières », décrivant le dilemme et problème d'éthique environnementale qui se posent aux nations disposant de ressources naturelles abondantes (au moins dans un premier temps) telles que le pétrole par exemple.
Elle a aussi été aux États-Unis participer aux programmes internationaux de jeunes Camp Rising Sun et Yale Young Global Scholars ; grâce à une bourse, elle a pu y représenter la Pologne dans un programme sur le leadership international organisé par la Fondation Louis August Jonas, avec une soixantaine de personnes venues du monde entier,,.
Elle danse et apprend l'espagnol.

## Action pour le climat

### Grève pour le climat
Dominika Lasota est une militante active de la grève scolaire pour le climat et s'est aussi impliquée dans la campagne pour une législation climatique européenne et pour une transition juste, une transformation économique vers une économie verte qui protège les travailleurs.
Selon sa page Linkedin, en 2021 elle est (depuis 2019) coordinatrice des journées Fridays For Future International et d'autres manifestations nationales de la Grève des Jeunes pour le Climat. Elle est organisatrice de la campagne européenne #ChooseWellEU (avec notamment une manifestation symbolique ("Chaîne pour le Climat") organisée devant la Primature polonaise. Elle anime aussi des webinaires avec des scientifiques polonais et des militants sociaux, et coopère avec des ONG sur le thème de la sauvegarde du climat (par exemple avec PAH et Greenpeace)
Le 15 juin 2020, Dominika Lasota faisait partie des militant(e)s ayant organisé un happening devant la chancellerie du Premier ministre polonais pour faire pression sur le gouvernement polonais sur les questions de crise climatique lors de la réunion du Conseil européen du 19 juin 2020.
Elle a notamment fait valoir que de la même manière que les avis des scientifiques ont été sollicités et écoutés lors de la pandémie de COVID-19, les avis des scientifiques issus de l'évaluation et des rapports spéciaux du Groupe d'experts intergouvernemental sur l'évolution du climat (GIEC) devraient également être écoutés.
En août 2020, lors d'une manifestation qui se déroulait à Varsovie en face du Ministère des biens de l'État, occupé par le ministre Jacek Sasin (notamment chargé des gisements miniers de Pologne), Dominika Lasota a déclaré que les politiciens excluaient les gens ordinaires de la prise de décision relatives à la crise climatique, au profit plutôt du lobby polonais de l'industrie du charbon.
Fin octobre 2021, elle est attendue à la COP26 à Glasgow, aux côtés de Greta Thunberg et de Vanessa Nakate où les trois militantes du climat, co signataire d'une pétition soutenue par AVAAZ espèrent pouvoir directement rencontrer plusieurs dizaines de représentants de gouvernements afin de les inciter à tenir les objectifs de l'Accord de Paris sur le climat et à écouter les scientifiques du GIEC.

## Action sociale, et justice climatique
à 17 ans, elle a écrit et mise en scène un spectacle scolaire illustrant le sort d'un réfugié contraint de quitter son pays et de fuir au Royaume-Uni, action mise en avant par « millionminutes.org » (une organisation catholique anglaise soutenant les jeunes (jusqu'à 25 ans) qui cherchent à positivement transformer leur vie et leur monde. Elle dit avoir été encouragée par l'appel du pape François encourageant les jeunes à s'engager dans l'action sociale.
En septembre de la même année, lors d'une manifestation à Bydgoszcz appelant notamment à la justice climatique, elle a rappelé que le dérèglement climatique affecte inégalement les gens ; les plus pauvres la subissant souvent le plus, tout en étant moins en mesure de protéger leurs maisons des ouragans et des inondations. Elle a aussi rappelé que les effets de la crise climatique déjà ressentie en Pologne comprenaient notamment les incendies de forêt d'avril 2020 dans le parc national de Biebrza et d'importantes pertes agricoles induites par la sécheresse.

Dominika Lasota a déclaré qu'elle et les autres militants du climat avaient l'intention de « mettre au défi le Premier ministre polonais d'une transition juste » concernant le réchauffement climatique.

### Soutien à une militante agressée
Dominika Lasota a critiqué l'absence de réaction de l'entourage du Premier ministre lorsqu'une militante pour le climat ( Malwina Chmara) a été agressée par des personnes plus âgées qu'elle à l'occasion d'une rencontre entre des politiciens et le public à Bydgoszcz le 26 juin, dans le cadre de l'élection présidentielle polonaise de 2020. Alors que l'agression s'est produite « à seulement 1,5 à 2 mètres du Premier ministre », selon Dominika Lasota « rien n'a été fait pour arrêter l'attaque ».
Dominika Lasota et Malwina Chmara ont dit ne pas comprendre d'une part la raison des violentes attaques, et d'autre part, l'absence blessante de réaction ou d'excuse (pour ne pas être intervenus) du bureau du Premier ministre ou du président.

## Conseil consultatif
Dominika Lasota a été choisi comme l'un des membres fondateurs du Conseil consultatif créé le 1er novembre 2020 dans le cadre des manifestations polonaises d'octobre 2020, comme contact avec le mouvement mondial de grève scolaire pour le climat.

## Watchtower of the Future
Elle s'intéresse à la prospective et développe une initiative Strażnicy Przyszłości (la Tour de Garde du Futur), en soutenant les jeunes dans leur travail pour un avenir soutenable et souhaitable, initiative remarquée par la branche polonaise de la fondation Vital Voices qui soutient les femmes ayant un potentiel de leadership dans le monde.